# (3901) Nanjingdaxue
(3901) Nanjingdaxue ist ein Asteroid des Hauptgürtels, der am 7. April 1958 am Purple-Mountain-Observatorium in Nanjing entdeckt wurde.
Der Name des Asteroiden ist von der Universität Nanjing abgeleitet.